# Clarksville (Tennessee)
Clarksville ist eine Stadt und Verwaltungssitz des Montgomery County im US-amerikanischen Bundesstaat Tennessee, etwa 72 km nördlich von Nashville. Das U.S. Census Bureau hat bei der Volkszählung 2020 eine Einwohnerzahl von 166.722 ermittelt. Clarksville ist die fünftgrößte Stadt von Tennessee. Die Metropolregion von Clarksville hat 320.535 Einwohner (Stand 2020).
Clarksville ist der zentrale Ort der Metropolregion Clarksville-Hopkinsville, zu der  das Montgomery County, das Christian County, das Stewart County und das Trigg County in Kentucky gehören.
In Clarksville gibt es die Zeitung The Leaf-Chronicle. Die Stadt hat mehrere Spitznamen, darunter Gateway to the New South (Tor zum Neuen Süden), The Queen City (Die Königinstadt) und Clarksvegas (nach Las Vegas).

## Demografische Daten
Nach der Volkszählung von 2000 waren 67,91 % der Bevölkerung Weiße, 23,23 % Afroamerikaner, 6,03 % Lateinamerikanischer Abstammung, 2,16 % Asiaten, 0,54 % Indianer und 0,25 % pazifischer Abstammung. 2,61 % gehörten anderen und 3,3 % gaben eine Zugehörigkeit zu mehreren ethnischen Gruppen an. 

### Einwohnerentwicklung
Clarksville ist die am stärksten wachsende Stadt von Tennessee und mittlerweile fünftgrößte Stadt des Staates. Vor 1960 war die Stadt noch eine Kleinstadt, mit der Volkszählung von 2000 übersprang die Einwohnerzahl die Grenze von 100.000, womit Clarksville zur Großstadt wurde.
| Jahr | Einwohner¹ |
| ---- | ---------- |
| 1980 | 54.777     |
| 1990 | 75.494     |
| 2000 | 103.601    |
| 2010 | 132.963    |
| 2020 | 166.722    |

¹ 1980–2020: Volkszählungsergebnisse

## Geschichte
Clarksville wurde 1785 gegründet und nach General George Rogers Clark benannt.

## Söhne und Töchter der Stadt
- Ernest W. Goodpasture (1886–1960), Pathologe
- Bryan Beaumont Hays (1920–2017), Komponist und Musikpädagoge
- John D. Hopper Jr. (* 1946), Generalleutnant der United States Air Force
- Stump Johnson (1902–1969), Pianist und Sänger des St.-Louis-Blues
- Dorothy Jordan (1906–1988), Schauspielerin
- Jessie Murph (* 2004), Popsängerin
- Jalen Reeves-Maybin (* 1995), American-Football-Spieler
- Phil Roe (* 1945), Politiker
- Anthony A.C. Rogers (1821–1899), Politiker
- Pat Summitt (1952–2016), College-Basketballtrainerin
- Doug Wamble (* 1974), Gitarrist, Sänger und Songwriter
- Clarence Cameron White (1880–1960), Komponist

## Trivia
International bekannt wurde Clarksville durch das Lied "Last Train to Clarksville" der US-Band "The Monkees" aus dem Jahre 1966. Das Lied handelt von einem US-Soldaten, der aus der lärmenden Bahnhofshalle von Clarksville mit seiner Freundin telefoniert und zu einer "letzten Nacht" bestellt, weil er am nächsten Morgen zum Einsatz (womöglich in den Vietnamkrieg) einrücken muss.